# فاوستو كروز
فاوستو كروز (بالإنجليزية: Fausto Cruz)‏ هو لاعب كرة قاعدة دومينيكاوي، ولد في 1 مايو 1972 في مونتي كريستي في جمهورية الدومينيكان.

## وصلات خارجية
- فاوستو كروز على موقعبيزبول رفرنس.كوم (الدوري الرئيسي) (الإنجليزية)
- فاوستو كروز على موقعبيزبول رفرنس.كوم (الدوري الثانوي) (الإنجليزية)